# Vuelo 628 de LACSA
El vuelo 628 de LACSA fue un vuelo regular de pasajeros operado por un Boeing 727-100 al servicio de Líneas Aéreas Costarricences. El 23 de mayo de 1988, el avión se estrelló mientras intentaba despegar en el Aeropuerto Internacional Juan Santamaría en San José, Costa Rica. Los 24 ocupantes a bordo sobrevivieron al accidente.

## Aeronave

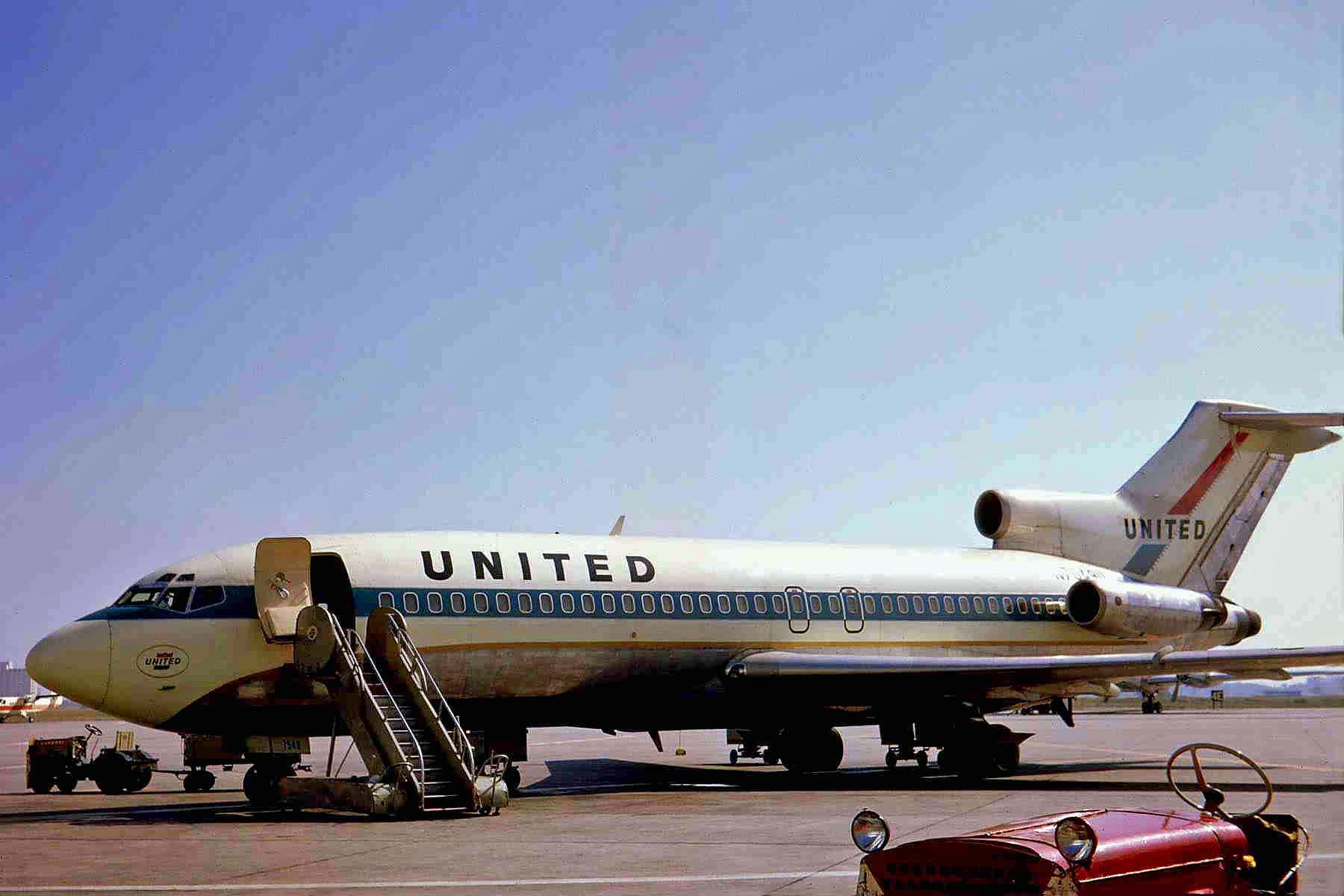
El avión involucrado, mientras estaba en servicio con United Airlines, bajo una matrícula anterior, en septiembre de 1969.

La aeronave era un Boeing 727-100 (modelo 727-22) construido en 1965, número de serie 18856, con registro TI-LRC y equipado con dos motores Pratt & Whitney JT8D-7B. El avión fue entregado a Líneas Aéreas Costarricences (LACSA) en mayo de 1987 procedente de United Airlines, y había acumulado 50.624 horas y 40.903 ciclos de vuelo antes de ser dado de baja tras el accidente.

## Pasajeros y tripulación
A bordo habían 16 pasajeros y 8 tripulantes: Tres pilotos y cinco sobrecargos. El capitán Armando D'Ambrossio Morales, el copiloto era Armando Rojas Aguilar y el ingeniero de vuelo era Héctor Araya Naranjo.

## Accidente
El vuelo tenía una ruta programada desde el Aeropuerto Internacional Juan Santamaría, en San José, Costa Rica, hacia el Aeropuerto Internacional Augusto Sandino, en Managua, Nicaragua.Durante el despegue en la pista 07, el avión alcanzó la velocidad decisiva de rotación (V1) y el capitán inició la maniobra de despegue, pero la aeronave no respondió. La tripulación decidió abortar el procedimiento e inició una maniobra de frenado de emergencia. Al no poder detenerse en la distancia que restaba de pista, la aeronave la sobrepasó, cruzó una zanja y se detuvo en un campo, donde se incendió. Los 24 ocupantes resultaron con heridas leves, mientras que la aeronave quedó destruida por el incendio.

## Investigación
La Dirección General de Aviación Civil de Costa Rica se encargó de las investigaciones posteriores al accidente. La DGAC en su informe finaldijo sobre las posibles causas del accidente:
- El exceso de peso en la bodega de carga delantera desplazó el centro de gravedad hacia adelante.
- Se habrían necesitado dos unidades de compensación adicionales para el despegue.
- El avión no respondió correctamente al movimiento de cabeceo del piloto durante la fase de rotación.
- Esto fue causado por un ajuste erróneo del estabilizador horizontal del avión.

### Causa Probable
Exceso de peso en la bodega delantera, combinado con un ajuste incorrecto del estabilizador horizontal que desplazó el centro de gravedad hacia adelante y provocó una configuración inadecuada de compensación, lo que impidió la respuesta esperada del avión al control de cabeceo durante la rotación.